# Paradis (Metro de Charleroi)
La estación de Paradis es una estación de la red de Metro de Charleroi, operada por las líneas  y .

## Presentación
La decoración es sombría, como en las estaciones Leernes y Morgnies. Las paredes están recubiertas de azulejos anaranjados. Algunos elementos son rojos.

## Accesos
- Rue du Paradis

## Conexiones
| Línea | Procedencia     | Parada                             | Destino                    |
| ----- | --------------- | ---------------------------------- | -------------------------- |
| 63    | JUMET Madeleine | FONTAINE-L'ÉVÊQUE Rue des Déportés | FONTAINE-L'ÉVÊQUE Fontaine |